# Триполитанијска република
Триполитанијска република (арап. الجمهورية الطرابلسية []), била је самопроглашена независна држава на простору Триполитаније у периоду од 1918. до 1922. године.
Триполитанијска република је своју независност прогласила од Италијанске Либије у јесен 1918. године. Проглашење формалне независности је уследило непосредно након Париске мировне конференције 1919. године. Ово је био први формални покушај проглашења републике у арапском свијету. Међутим, ова самопроглашена држава је добила малу подршку тадашњих међународних сила и држава се у потпуности распала до 1923. године. Тадашња Италија успела је да успостави пуну контролу над Либијом од 1930. године од кад Либију третира као јединствену колонију у под својом контролом. Италијанска Триполитанија је била посебна колонија од 26. јуна 1927. до 3. децембра 1934. када је у потпуности припојена Либији.